# François Lafon (Historiker)
François Lafon (* 1956) ist ein französischer Historiker.

## Leben
Lafon studierte an der Universität von Paris u. a. Geschichte und konnte dieses Studium erfolgreich mit seiner Promotion abschließen. Seine Dissertation verfasste er über Guy Mollet. Spätestens seit seiner Habilitation gilt Lafon als Spezialist für den Französischen Sozialismus im 20. Jahrhundert. Derzeit (2011) lehrt Lafon an der Universität Paris I.

## Werke (Auswahl)
- Guy Mollet, secrétaire général de la SFIO. Recherches sur les principes du mollettisme. Dissertation, Universität Paris 1993.
- Dictionnaire biographique du mouvement ouvrier français.
- Dictionnairede la vie politique française au XXe siècle.
- Le parti socialiste dans la société française, de la libération à la guerre froide, 1944–1948.
- Guy Mollet.

| Personendaten    | Personendaten            |
| ---------------- | ------------------------ |
| NAME             | Lafon, François          |
| KURZBESCHREIBUNG | französischer Historiker |
| GEBURTSDATUM     | 1956                     |